# Bart gewinnt Elefant!
Bart gewinnt Elefant! (engl. Originaltitel: Bart Gets an Elephant) ist eine Folge der Fernsehserie Die Simpsons.

## Handlung
Während die Simpsons Putztag haben, rufen im Rahmen eines Gewinnspiels die Moderatoren des regionalen Radiosenders KBBL, Bill und Marty, bei den Simpsons an. Sohn Bart, der den Anruf entgegennimmt, soll entscheiden, ob er 10.000 Dollar oder den Scherzpreis, einen ausgewachsenen afrikanischen Elefanten, haben will. Die Moderatoren gehen davon aus, dass jeder die 10.000 Dollar einem Elefanten vorziehen würde, aber Bart wählt letzteren. Allerdings hat der Sender keinen Elefanten. Es kommt zu Problemen, als Bart auf dem Elefanten besteht; Bill und Marty  wollen Bart überreden, die 10.000 Dollar anzunehmen. Erst als sich die Chefin des Senders einmischt und Bill und Marty mit der Kündigung droht, liefern sie den Simpsons einen Elefanten.
Bart tauft den Elefanten „Stampfi“ und will ihn als Haustier im Garten halten, wo er ihn anpflockt. Seine Schwester Lisa beschwert sich jedoch, dass es grausam und nicht artgerecht sei, Stampfi so zu behandeln; Vater Homer ist besorgt, dass das Tier ihn auffrisst, nachdem er sich Bart bereits einmal ins Maul gesteckt hat. Ein weiteres Problem sind die Unterhaltskosten. Obwohl die Familie von den Kindern der Nachbarschaft Geld dafür nimmt, dass diese den Elefanten sehen oder auf ihm reiten zu dürfen, deckt dies die Kosten nicht, die der Elefant für sein Fressen verursacht. Außerdem sehen die Eltern Homer und Marge ein, dass Stampfi so nicht artgerecht lebt. Sie entscheiden daher, dass der Elefant verkauft werden soll.
Bei der Familie meldet sich der Vertreter eines Wildgeheges, das Stampfi kostenlos aufnehmen und in Freiland halten würde, welches der afrikanischen Savanne ähnelt, die gemeinnützige Organisation kann aber nichts für den Elefanten zahlen. Allerdings kontaktiert sie auch ein Elfenbeinhändler, Mr. Schwarzseele, um den Elefanten zu kaufen. Homer will zuerst das Geld annehmen, da der Elefant Schäden verursacht hat, für die die Familie aufkommen muss. Doch Lisa ist vehement dagegen, da der Elfenbeinhändler den Elefanten umbringen würde. Während der Elfenbeinhändler noch mit Homer verhandelt, fliehen Bart und Stampfi, eine Spur der Zerstörung hinterlassend. Als die restliche Familie Simpson ihre Flucht bemerkt, beginnen sie, nach beiden zu suchen. Schließlich werden sie an der Teergrube der Stadt fündig. Homer läuft hinein und droht zu versinken, doch der Elefant befreit ihn. Aus Dank stellt Homer seine finanziellen Sorgen hintan und gibt ihn in das Wildgehege.

## Hintergrund
In der Episode reinigt Bart zuhause das Gemälde American Gothic. Schließlich erscheint der Satz: „Wenn sie dies lesen können, haben sie zu fest geschrubbt“. Der Elefant passiert einen Parteitag der Republikanischen Partei und wird als Symbolfigur bejubelt, folgerichtig von der Demokratischen Partei ausgebuht.
1994 wurde die Episode mit dem Environmental Media Award ausgezeichnet. 1995 gewann die Episode auch den Genesis Award in der Kategorie Beste Fernsehcomedyserie.